# Gnophosema hansoni
Gnophosema hansoni är en fjärilsart som beskrevs av Ebert 1965. Gnophosema hansoni ingår i släktet Gnophosema och familjen mätare. Inga underarter finns listade i Catalogue of Life.